# Ouessa
Cet article concerne le village chef-lieu. Pour le département et la commune rurale, voir Ouessa (département).
Ouessa est un village du département et la commune rurale d'Ouessa, dont il est le chef-lieu, situé dans la province de l’Ioba et la région du Sud-Ouest au Burkina Faso.

## Géographie

### Démographie
- En 2006, le village comptait 2 099 habitants recensés, dont 48,5 % de femmes[1].

## Transports
Le village est traversé par la route nationale 20 reliant Diébougou à Léo le long de la frontière avec le Ghana.
Il est également au carrefour avec la route menant au village d'Hamélé, limitrophe du village frontalier ghanéen d'Hamile où elle se connecte avec la route nationale 12 au nord-ouest du Ghana.